# 暗闇でキッス 〜Kiss in the darkness〜
『暗闇でキッス 〜Kiss in the darkness〜』（くらやみでキッス キス・イン・ザ・ダークネス）は、FLYING KIDS13枚目のシングル。1995年8月23日、SPEEDSTAR RECORDSより発売された。

## タイアップ
- TBSテレビ『COUNT DOWN TV』オープニングテーマ。
- CBCテレビ『ミックスパイください』エンディングテーマ。

## 収録曲
全作詞：浜崎貴司　作曲・編曲：FLYING KIDS
1. 暗闇でキッス 〜Kiss in the darkness〜
2. ダークサイドなブギ
3. 暗闇でキッス 〜Kiss in the darkness〜 (instrumental)